# Conférence des évêques catholiques du Ghana
La Conférence des évêques catholiques du Ghana (en anglais : Ghana Catholic Bishops’ Conference) est une conférence épiscopale de l’Église catholique qui rassemble l’ensemble des ordinaires des vingt-et-une juridictions ecclésiastiques du Ghana.
Elle est membre de la Conférence épiscopale régionale de l’Afrique de l’Ouest (RECOWA-CERAO) et du Symposium des conférences épiscopales d’Afrique et de Madagascar, (SECAM-SCEAM). Son président est après 2022 Matthew Kwasi Gyamfi (de).

## Membres

### Présidents
Le président de la conférence est en 2023 Matthew Kwasi Gyamfi (de), depuis le 10 novembre 2022, évêque de Sunyani (en).
Il y a précédemment eu :
- John Kodwo Amissah (en), archevêque de Cape Coast (en), de 1966 à 1973 ;
- Dominic Kodwo Andoh, évêque d’Accra (en), de 1973 à 1982 ;
- Peter Poreku Dery, archevêque de Tamale (en), de 1982 à 1988 ;
- Peter Kwasi Sarpong (de), évêque de Kumasi (de), de 1988 à 1991 ;
- Francis Anani Kofi Lodonu (de), évêque d'Ho (en), de 1991 à 1997 ;
- Peter Turkson, archevêque de Cape Coast (en), devenu cardinal pendant son mandat, de 1997 à 2005 ;
- Lucas Abadamloora (en), évêque de Navrongo-Bolgatanga (en), de 2005 à sa mort le 23 décembre 2009 ;
- Joseph Osei-Bonsu (de), évêque de Konongo-Mampong (de), de 2010 au 14 octobre 2016 ;
- Philip Naameh (en), archevêque de Tamale (en), du 14 octobre 2016 au 10 novembre 2022.

### Vice-présidents
Le vice-président de la conférence est en 2023 Emmanuel Fianu (de), depuis le 10 novembre 2022, évêque d'Ho (en).

### Secrétaires généraux
Le secrétaire général de la conférence est en 2023 le frère Clement Kwasi Adjei, depuis le 12 juin 2023.

## Sanctuaires
La conférence n’a pas, en 2023, désigné de sanctuaire national.